# إنذار التبول اللاإرادي
إنذار التبول اللاإرادي (بالإنجليزية: Bedwetting)‏ هو علاج سلوكي لسلس البول الليلي.

## التاريخ
نشأت منهجية إنذار سلس البول من الأطباء الفرنسيين والألمان في العقد الأول من القرن العشرين. قام طبيب الأطفال الألماني ماينهارد فون بفاوندلر [الإنجليزية] بهذا الاكتشاف عن طريق الخطأ، بقصد أصلي إنشاء جهاز إنذار يقوم بإخطار طاقم التمريض عندما يتبول الطفل في الفراش ويحتاج إلى التغيير، مما يدل على أن الجهاز يتمتع بمزايا علاجية كبيرة بعد فترة معينة وقت الاستخدام. على الرغم من النجاح المبكر لم يتم تطوير العلاج حتى الثلاثينيات حتى طُوِّرَ من قبل مجموعتين مستقلتين من علماء النفس: أُرفال مورير وويلّي ماي مورير (1938)، وجوهِن مورجان ووفرانسيس ويتمر (1939). استخدم مورير جهاز إنذار فوندلر مع 30 طفلاً (تتراوح أعمارهم بين 3 و 13 عامًا) وظهر نجاح تجريبي لطريقة الجرس والوسادة كعلاج لسلس البول الليلي، ولم يتجاوز أقصى وقت مطلوب لإنجاز العلاج الشهرين.

## عملية العلاج
يضع الفرد المستشعر (عادة ما يكون موجودًا في سراويل داخلية أو ملابس داخلية) ويقوم بتشغيل جهاز الإنذار (هناك أنواع مختلفة من الإنذارات) قبل النوم. يُشغَّل إنذار سلس البول عندما يبتل جهاز استشعار في الملاءات أو ملابس الليل بالبول، مما يؤدي إلى إطلاق إشارة سمعية بهدف استيقاظ الفرد، والتوقف عن التبول. يُنصح الآباء بإيقاظ أطفالهم عند تنشيط المنبه - وإلا فسيكون الأطفال عرضة لإيقافه والعودة إلى النوم.
يُقترح بشدة ارتداء جهاز الإنذار كل ليلة أثناء العلاج. تأثير العلاج واستجابته ليسا فوريين ويجب أن يستمر العلاج لمدة 2-3 أشهر أو حتى يجف الطفل لمدة 14 ليلة متتالية -أيهما أقرب. قد تكون هناك اختلافات ثقافية في قبولها، حيث قد تكون مزعجة للغاية للأسرة وقد تتطلب التزامًا كبيرًا بالوقت والجهد. يجب تحفيز الأسرة والالتزام بهذا العلاج إذا أريد لها أن تكون ناجحة، لذا يجب إخطارهم بشكل استباقي بالصعوبات المحتملة، ولكن يجب التأكد من أن الأسابيع القليلة الأولى هي الأكثر إزعاجًا. إذا لزم الأمر يجب على الأطباء مراقبة تقدم الطفل مبكرًا لمعالجة أي مشاكل وتسهيل الالتزام.

## التكييف
يستخدم إنذار سلس البول كلاً من التكييف الكلاسيكي والعملي لتوفير وسيلة لإيقاظ الفرد النائم بانتظام فور بدء التبول حتى يتمكن من الإفراغ في المرحاض ومنع التبول في الفراش.

### التكييف الكلاسيكي
مكونات نموذج التكييف الكلاسيكي لطريقة الجرس والوسادة هي كما يلي:
- التحفيز غير المشروط (US) عن طريق منبه اليقظة أو صوت الإنذار.
- الاستجابة غير المشروطة (UR) وهي استجابة اليقظة وتقلص العضلة العاصرة.
- المحفز المحايد (NS) وهو الشعور الناتج عن انتفاخ المثانة (الشعور بامتلاء المثانة).
- المحفز الشرطي (CS) هو الشعور الناتج عن انتفاخ المثانة.
- الاستجابة المشروطة (CR) هي استجابة اليقظة وتقلص العضلة العاصرة.

في البداية، يواجه الفرد صوت الإنذار (يتم تنشيطه عن طريق التبول) (التحفيز غير المشروط) مما يؤدي إلى استيقاظ استجابة وتقلص العضلة العاصرة (وهي الاستجابة غير المشروطة) للاستيقاظ والتوقف عن التبول والذهاب إلى الحمام. بعد الاقتران المستمر لصوت الإنذار (US) مع الشعور بامتلاء المثانة (المحفز المحايد)، فإن المحفز المحايد السابق للشعور بالمثانة الممتلئة يصبح محفزًا شرطيًا ويثير الاستجابة المشروطة للاستيقاظ للذهاب واستخدام الحمام والتبول.

### التكييف الفعال
في نموذج التكييف الفعال يعمل صوت التنبيه كمحفزات ضارة تضاف إلى المحيط، وينفذ بشكل فعال إجراء عقاب إيجابي كلما قام الفرد بتنشيط المنبه عن طريق التبول. يؤدي هذا في النهاية إلى استجابة تجنب من الفرد، والحفاظ على السلوك من خلال التعزيز السلبي عن طريق تجنب صوت الإنذار تمامًا. فيما بعد يستيقظ الفرد للتبول ويتجنب تبليل الفراش.

### تناقض نظرية التكييف
ينسب معظم الباحثين في إنذار سلس البول تأثير العلاج إلى نموذج التكييف الكلاسيكي كما تم شرحه في البحث الأصلي بواسطة العالم مورير. ومع ذلك فقد لاحظ بعض الباحثين اختلافًا مهمًا بين علاج التكييف وعلاج التكييف الكلاسيكي المعتاد. ففي التكييف الكلاسيكي النموذجي عندما يتم سحب المنبه غير المشروط تضعف الاستجابة المشروطة تدريجياً مع التطبيق المتكرر للمحفز المشروط. في الحالات الناجحة من علاج تكييف إنذار سلس البول لا يحدث انقراض بعد سحب منبه التنبيه (التحفيز غير المشروط). يشير هذا إلى أن علاج التكييف قد يتبع شرط التجنب الفعال بدلاً من نمط التكييف الكلاسيكي. بالإضافة إلى ذلك يفشل تفسير التكييف الكلاسيكي الصارم في دمج التعزيز الإيجابي الاجتماعي الذي يمكن تقديمه لبيئة الأفراد من أفراد الأسرة من علامات التحسن مع مراعاة التعلم الاجتماعي. ومع ذلك فمن المفترض أن كلا من التكييف الكلاسيكي والفعال يساهمان في فعالية العلاج.

## المجسات
يعد جهاز استشعار البول جزءًا ضروريًا من أي إنذار للتبول اللاإرادي. يتكون مستشعر البول الأساسي من موصلين للكهرباء مفصولين عن طريق مادة عازلة ماصة للرطوبة. يتم تطبيق جهد كهربائي منخفض للتيار المستمر توفره البطاريات عبر هذه الموصلات. هذا الجهد المنخفض عادة ما يكون حوالي 3 فولت حتى لا يشكل خطورة على المستخدم. عندما تمتص هذه المادة العازلة (القماش القطني في كثير من الأحيان كما في الملخصات الشائعة) البول فإنها تسمح للكهرباء بالمرور من خلاله وبين الموصلات، مما ينتج عنه تيار كهربائي صغير في الموصلات. يتم توصيل الموصلات بجهاز إنذار، والذي يطلق إنذارًا عندما يستشعر هذا التيار. تم تصميم معظم أجهزة الاستشعار وأجهزة الإنذار بناءً على هذا المفهوم. لاحظ أنه ما لم يصل البول إلى آلية المستشعر ويبلل الموجزات (أو العازل بين الموصلات) بشكل كافٍ، فقد لا يتم استشعار البول ولن يتم تنشيط الإنذار.
عادةً ما يتم تصنيف المستشعرات من حيث آليات ربطها بالموجزات أو غيرها من وسائل امتصاص البول. فئات مرفقات المستشعر الرئيسية هي المشابك الميكانيكية، أو الأشرطة اللاصقة أو الوسادات الخاصة بأجهزة استشعار السطح المسطح والتوصيل المغناطيسي والأسلاك التي يتم خياطتها في مجموعات خاصة.
غالبًا ما يتم استخدام مشابك الفولاذ المقاوم للصدأ ويمكن ربطها وفصلها بسهولة بالموجزات عند التبول. تتطلب مستشعرات السطح المسطح شريطًا لاصقًا أو وسادات لتوصيلها بالموجزات. يتم توصيل المستشعرات المغناطيسية مغناطيسيًا بالموجزات. عادة ما تستخدم أجهزة الاستشعار المغناطيسية والملخصات السلكية لأجهزة الإنذار اللاسلكية.
هناك اعتبار آخر وهو كيفية توصيل المستشعر (من خلال كابله، إن أمكن) بجهاز الإنذار أو جهاز الإرسال في حالة الإنذارات السلكية أو أجهزة الإنذار اللاسلكية. بعض أجهزة الإنذار اللاسلكية لاسلكية حقًا، حيث يكون جهاز الإرسال جزءًا من المستشعر ومستقلًا تمامًا. بالنسبة لأجهزة الإنذار السلكية، يمتد سلك (أو كابل) المستشعر من المستشعر (الموجود عند نقطة التبول) أسفل قميص بيجامة المستخدم إلى أي مكان يوجد فيه المنبه على الجسم (غالبًا على ياقة قميص البيجامة، بحيث يكون قريب من الأذن). تعتبر آلية التعلق بجهاز الإنذار، والتي من خلالها يتدفق التيار الكهربائي إلى جهاز الإنذار، مهمة. إذا تم فصله بسهولة (يخرج عن غير قصد من الإنذار أثناء الاستخدام) فقد لا يتم تشغيل الإنذار. معظم الموصلات عبارة عن مقابس هاتف بلاستيكية من المستبعد جدًا فصلها عن غير قصد (RJ-11 ،RJ-12 ،616E إلخ.).

## أنواع أجهزة الإنذار

### أجهزة الإنذار القابلة للارتداء

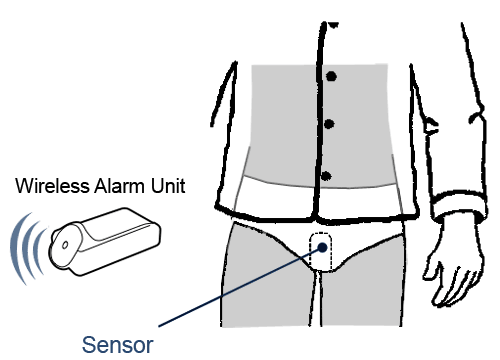
جهاز إنذار التبول اللاإرادي اللاسلكي

جهاز الإنذار القابل للارتداء هو تصميم يرتدي فيه الطفل أو المريض مستشعر الرطوبة داخل أو على ملابسه الداخلية أو بيجاماته. سيكتشف هذا النوع من أجهزة الاستشعار الرطوبة على الفور تقريبًا. يتم توصيل المستشعر بوحدة الإنذار بسلك أو كابل توصيل كهربائي يمكن ارتداؤه أسفل القميص. تهتز العديد من أجهزة الإنذار القابلة للارتداء وكذلك الصوت لإيقاظ الأشخاص الذين ينامون بعمق.

### أجهزة الإنذار اللاسلكية
إنذار التبول اللاإرادي اللاسلكي هو أحد أجهزة الاستشعار ووحدة الإنذار التي تتواصل من خلالها بطريقة أخرى غير السلك. يتم توصيل جهاز الإرسال، الذي يستشعر الرطوبة، مباشرة بملابس الطفل الداخلية. تنتقل الإشارة لاسلكيًا إلى وحدة عبر الغرفة من الطفل أو وحدة إنذار في غرفة الطفل. بمجرد تنشيط وحدة الإنذار، من الضروري الخروج من السرير لإيقاف تشغيله. تضيف أجهزة الإنذار اللاسلكية الجديدة الراحة من خلال إطلاق إنذار في غرفة مقدم الرعاية، مما يسمح لكل من المريض ومقدم الرعاية بالنوم في راحة وخصوصية أسرتهم وغرفهم. يمكن لأجهزة الإنذار المتعددة في المنزل أن تزيد من الراحة. يمكن أن تسهل أجهزة التحكم عن بعد استخدام نظام إنذار التبول اللاإرادي اللاسلكي، وتكون ملائمة بشكل خاص للوالدين أو مقدم الرعاية.

### أجهزة الإنذار من نوع الوسادة
لا تتصل أجهزة الإنذار بالجرس والوسادة بالطفل بأي شكل من الأشكال. جهاز استشعار الرطوبة على شكل وسادة أو بساط ينام الطفل فوقها. تكتشف الضمادة الرطوبة بعد تسرب البول إليها. وحدة الإنذار متصلة بسلك وعادة ما توضع على حامل بجانب السرير. يتطلب هذا الإنذار كمية أكبر من البول قبل أن يتمكن المستشعر من اكتشاف الرطوبة. يجب أن يكون الشخص على الوسادة حتى يشعر بالرطوبة.

## عوامل نجاح العلاج
ترتبط النتيجة الناجحة لعلاج إنذار سلس البول بالتحفيز الأمثل للطفل والأسرة، وزيادة تواتر الليالي الجافة، وغياب العوامل البيئية الضارة والاضطرابات النفسية. يرتبط انخفاض فعالية العلاج بقلة الاهتمام الذي يظهره الفرد، وقلة الإشراف، والاستخدام غير المتسق، وضغوط الأسرة، والنتائج غير الطبيعية في قوائم المراجعة السلوكية، والاضطرابات النفسية لدى الفرد، وعدم الاستيقاظ استجابة للإنذار، وظروف السكن غير المرضية، وأكثر من نوبة ترطيب واحدة في الليلة.